# عناثوث
عناثوث هو اسم مكان مذكور في العهد القديم، وهي إحدى مدن اللاويين التي أعطيت لذرية هارون من سبط بنيامين، وتقع على مسافة 3 أميال شمال القدس.
اسم المدينة مشتق من الإلهة الكنعانية عناة، كما استعملت اسم علم لأشخاص من بني إسرائيل.
عانت المدينة من غزو نبوخذنصر الثاني، ولم يعد إليها سوى 128 رجلا من السبي البابلي.
يعتقد إدوارد روبنسون أن قرية عناتا هي موقع عناثوث، وينسب هذا الرأي لإبيفانيوس السلاميسي. كما ارتبطت قرية أبو غوش بعناثوث بحسب كلود كوندر وهربرت كتشنر في مسح جغرافيا غرب فلسطين لعام 1883
سميت مستوطنة عنتوت اليهودية (أو علمون [الإنجليزية]) تيمنا بعناثوث.